# Ligne de tramway 48 (SNCV Groupe de Charleroi)
La ligne 48 est une ancienne ligne de tramway du réseau de Charleroi de la Société nationale des chemins de fer vicinaux (SNCV) qui a fonctionné entre le 28 mai 1961 et le 26 mai 1963.

## Histoire
La ligne est mise en service en traction électrique sous l'indice 48 le 28 mai 1961 entre Charleroi-Sud et Ransart Bois remplaçant la ligne 54/55 Charleroi-Sud - Ransart Bois. Elle ne fonctionne qu'en heure de pointe en renfort des autobus, probablement la ligne 154/155 Charleroi Eden - Ransart Rue Jean Volders créée au cours des années 1950 comme complément au tramway 54/55.
La ligne est supprimée le 26 mai 1963 entrainant la fermeture à tout-trafic de la section Gilly Haies - Jumet carrefour de la chaussée du Château Mondron et de la rue Louis Lambert. La ligne d'autobus 154/155 prend probablement à cette date l'indice 48, elle est renforcée entre Charleroi-Sud et Ransart Masses-Diarbois par l'ancien service 67 Charleroi - Velaine-sur-Sambre de la ligne de tramway 68 Charleroi - Ransart qui supprimé et remplacé par un autobus le même jour est dévié depuis Lodelinsart Bon Air par Gilly Haies,.